# 손혜원
손혜원(孫惠園, 1955년 2월 15일~)은 대한민국의 브랜드 디자이너 겸 정치인이다.
브랜드 디자이너로 활동하며 참이슬, 처음처럼, 후시딘, 정관장, 딤채, 다이소 등 여러 브랜드의 명칭과 로고를 창안하며 이름을 알렸다. 이후 정계에 입문해 제20대 국회의원을 역임하였다. 본관은 밀양이며 서울 출생이다.

## 생애
1955년 서울에서 독립운동가 손용우의 딸로 태어났다. 1977년 홍익대학교 응용미술학과를 나온 후, 현대양행 기획실 디자이너로 취직하여 일하다가 디자인포커스라는 회사를 거치고 1986년 디자인 브랜딩 회사인 크로스포인트를 공동 설립하였다. '처음처럼', '참이슬', '힐스테이트', '엔제리너스 커피' 등 브랜드를 만들었다. 《디자이너가 말하는 디자이너》(부키) 에 따르면, 청정원 순창고추장 디자인을 하기도 했다. 2006년 경상남도 통영시 브랜드 '바다의 땅' CI 개발을 인연으로 나전칠기의 대가 중요무형문화재 제10호 나전장 송방웅의 작품을 접하게 되면서 나전칠기를 본격적으로 수집하였고 2012년에는 나전칠기뿐 아니라 다른 전통 공예품도 현대적으로 재해석해 각종 생활용품으로 만들어내는 '하이핸드 코리아(Highhand Korea)'를 창업하였다. 2013년 7월 5일 백지연의 피플 INSIDE에 출연해서는 자신이 가지고 있는 디자인 철학에 대해 인터뷰 형식으로 이야기를 하기도 했다.브랜드 디자이너 손혜원이후 2014년 10월 전통공예 활성화를 목적으로 재단법인 크로스포인트문화재단(이사장 정건해)을 설립하고 11월 1일에 한국나전칠기박물관(관장 손혜원)을 개관하였다.
2015년 7월 새정치민주연합 홍보위원장에 임명되어 당명을 더불어민주당으로 바꾸는 등 여러 활동을 하였다. 2016년 3월 비례대표 1번을 제의받았지만 현역 국회의원 정청래가 공천 2차 컷오프의 대상이 되자 지역구 국회의원 선거 후보자를 자청, 마포구(을)에서 정청래와 함께 선거 운동을 하였고, 같은 해 4월에 제20대 국회의원에 당선되었다.
그러나 노무현 비하, 선동열 비난, 신재민 비방 등 여러 발언으로 인해 논란을 빚었으며, 목포 부동산 투기 의혹을 비롯한 여러 비리 의혹들이 제기되었다. 당내에서는 컨트롤이 안 되는 사람이라는 평가가 나온다. 여러 논란과 의혹으로 인하여 2019년 1월 20일 손혜원 의원은 더불어민주당을 탈당하였다. 한편 문재인 대통령의 부인인 김정숙 여사와는 숙명여자고등학교 동창으로 서로 각별한 사이인 것으로 알려져있다.

## 논란과 비판

### THAAD(사드)에 관련된 거짓 정보 선전
2016년 8월 3일에 경상북도 성주군을 방문한 손혜원 의원은 표창원, 박주민, 소병훈, 김현권, 김한정 의원, 김홍걸 전 더불어민주당 국민통합위원장과 함께 "어느 날 우연히 전자파에 튀겨진 니 모습을 바라보면서", "강력한 전자파 밑에서 내 몸이 튀겨질 거 같아 싫어" 등과 같이 THAAD(사드)와 관련된 거짓 정보가 담긴 노래를 불러 논란을 일으켰다.

### 노무현 전 대통령 자살 조롱 논란
2017년 3월 노무현 전 대통령의 자살과 관련해 "계산한 거지. '내가 여기서 떠날 때 여기서 모든 일은 끝날 거다'라고 했고 실제 끝났나?"라고 발언해 고인 비하 논란을 일으켰다.

### '위안부' 할머니 장례식장에서 '엄지척' 모욕 논란
2017년 7월 '위안부' 피해자 김군자 할머니의 장례식장에서 송영길 의원 등 다른 참석자 10명과 '엄지척' 포즈와 함께 웃으며 사진을 찍었다. 또한 페이스북에 "만 91세, 우리 나이로 92세에 세상을 떠나신 김군자 할머님의 빈소는 아직 못 다 푼 한 때문에 안타까움도 많은 자리였으나 그래도 호상으로 장수를 누리신 할머님의 마지막 가시는 길을 기쁘게 보내자는 봉사자들의 뜻도 있었다", "92세 천수를 누리신 김군자 할머니를 보내는 마지막 자리를 너무 우울하게 만들지는 말자는 의견들이 있었다"라고 "호상", "천수" 등의 표현을 썼다. 이를 두고 고인에 대한 예의가 아니라는 네티즌들의 비판이 있었고, 손 의원은 "장례식장의 추모 분위기에 맞지 않은 엄지척 제스처를 취한 점은 제가 경솔했다"고 사과했다.

### 선동열 조롱
2018년 10월 국회 문화체육관광위 국감에서 아시안 게임 야구대표팀 특혜 선발 의혹과 관련해 출석한 선동열을 향해 연봉, 판공비, 근로 시간 등을 물으며 "너무 편한 전임 감독을 하는 것 아니냐", "사과하든지 사퇴하든지 하라. 선 감독 때문에 프로야구 관객이 20%나 줄었다", "아시안게임 금메달이 뭐 그렇게 어려운 일이라고 생각하지 않는다"고 비난했다.

### 목포 문화재거리 부동산 투기 및 차명 재산 의혹
2019년 1월 15일 SBS에서 전남 목포의 '창성장' 및 그 주변 건물들 손 의원의 조카와 남편, 보좌관 등이 매입하였고, 그로부터 1년 뒤에 손 의원의 소속 위원회인 문광위의 피감기관인 문화재청이 창성장을 홍보 설명회의 당일 방문지에 추가했다고 보도해 부동산 투기 논란이 일었다. 문화재청은 "정치적 고려는 없었고 문화재 리모델링의 사례를 보여 주기 위해 들렀을 뿐"이라고 답변했으나, 창성장은 원형 그대로의 복원이 아닌 유럽풍으로 리모델링 돼 보존의 모범 사례로 볼 수 없다는 게 전문가들의 의견이다. 당시 창성장을 비롯해 목포의 1.5km 거리를 통째로 문화재로 지정했는데, 개별 건물이 아닌 거리 전체가 문화재가 된 사례는 목포가 처음이다. 건물의 복원 및 보존에는 500억 원이 투입된다. 이날 SBS는 손혜원 의원과 관련된 목포 근대역사문화 공간 1.5km 구역 안의 건물들은 총 9채라고 보도했다. 손 의원의 조카 명의 3채, 손 의원의 남편이 이사장인 문화재단 명의 3채, 손 의원의 보좌관의 배우자 명의 1채, 보좌관의 딸과 손 의원의 다른 조카 공동명의 2채라는 것이다. 또한 매입 시기에 대해서는 2017년 3월~2018년 9월로 1년 반 동안에 매입한 것이며, 9채 중 8채는 문화재거리 지정 이전에, 1채는 지정 직후에 매입되었다고 보도했다.
1월 16일 SBS는 건물은 손 의원의 가족들 명의로 매입되었는데, 가족들은 목포에 가본 적도 없고 창성장이라는 건물의 운영 및 수익 배분에 대해서도 모른다고 보도하면서 차명재산 의혹을 제기하였다. 또한 "문화재로 선정되면 그 지역의 건물값도 오르지 않고 개발도 되지 않기 때문에 부동산 투기라 볼 수 없다"는 반론에 대해서, SBS는 등록문화재는 지정문화재와는 달리 매매 및 상업적 사용이 가능하며, 손 의원의 가족 등의 명의로 매입한 건물은 등록문화재로 확인되었다고 반박했다. 또한 손 의원 관련 건물들은 당시 평당 100만~400만 원에 매입되었고, 국토교통부 실거래가 사이트 확인 결과 최근 주변 건물이 평당 750만 원에 거래되었다고 보도했다.
1월 17일 SBS는 해당 의혹을 '이익충돌 금지 원칙'의 측면에서 보도하였다. SBS는 "정말 문화재를 사랑하고 목포를 살리고 싶었다면 국회의원 본연의 임무인 법률 제정 등을 통해 실현했어야 한다. 사서 문화를 보전할 생각이었다고 해도 떳떳하게 자신의 이름으로 박물관 부지를 하나 커다랗게 샀으면 이해할 수 있었을 것"이라며 "진정으로 목포를 사랑하고 살리고 싶었다면 이익이 자신의 주변인들이 아닌, 목포 주민들에게 돌아가게 해야 한다"고 지적하였다.
1월 18일 SBS는 손 의원이 가진 부동산이 22곳이라고 밝혔다. SBS는 3일 전에 손 의원 관련 건물 9채가 있다고 보도했으나, 처음 밝혀진 건물 9채에 손혜원 의원이 17일 SNS를 통해 밝힌 건물 14채, 동아일보가 18일 확인한 건물 17채 및 땅 3곳, 손 의원 측이 18일 오후 보도 참고자료를 통해 다시 밝힌 부동산 16곳을 더한 후, 중복된 곳을 제외하면 필지를 기준으로 총 22곳이라는 것이다.
의혹에 대해 손혜원 의원은 "만약에 투기로 확인되면 전 재산을 사회에 환원하고, 의원직은 당연히 사퇴하고, 목숨까지 걸겠다"면서, 해당 의혹을 처음 보도한 SBS를 향해서도 "무엇인가를 내놓아야 한다"고 공격했다. 또한 해당 의혹을 비롯한 여러 논란들로 인해 손 의원은 2019년 1월 20일 더불어민주당을 탈당하였다. 손 의원은 "탈당을 결심했을 당시 당 지도부와 의원들이 말렸다"고 주장했다.
사건의 중심지인 목포시를 지역구로 둔 박지원 민주평화당 의원은 처음에는 손 의원을 옹호했으나, 손 의원이 보유한 것으로 알려진 부동산의 숫자가 9곳에서 14곳로 늘어나면서 "모두 속았다"며 "재주는 곰이 부리고, 미꾸라지 한 마리가 온 저수지물을 다 흐린다"며 손 의원을 비판하였다. 그러나 이후 "손 의원이 모든 재산을 목포에 기부채납하겠다고 했다"며 "손 의원의 진실성을 믿어야 한다"고 말을 바꾸었다.
한편 더불어민주당은 투기가 아니라는 손 의원의 의견을 수용해서 징계를 내리지 않았다. 그러나 손 의원을 징계하지 않겠다는 민주당 지도부의 결정에 대해 "여론을 제대로 파악하지 못했다"는 지적이 제기된다. 또한 재판 청탁 의혹이 있는 같은 당 서영교 의원이 원내수석부대표와 관련 상임위원회 위원직을 사임한 것처럼, 손혜원 의원 또한 문광위 간사직을 사퇴해야 됐다는 비판도 있다. 자유한국당은 해당 논란을 "권력형 부동산 투기"라고 규정하며 의원직 사퇴를 요구했다.
더불어민주당 내에서는 옹호하는 입장이 다수였지만, 금태섭 의원은 "자신의 이해관계가 걸린 것에는 이해충돌 방지의 원칙을 지켜야 한다"며 "일반적으로 저희가 공직자 윤리라고 생각하는 이해 충돌에 대해 (손 의원이) 조금 다른 생각을 하는 것 같아서 당황스럽다"고 손 의원을 비판하였다. 또한 손혜원 의원이 언론사들을 고소하겠다고 한 것에 대해서는 "검찰이 어떤 사안을 따지는 것은 '위법하냐, 아니냐'인데 지금 국민들이 알고 싶은 것은 '어떤 것이 정치인의 윤리에 맞는 것이냐, 사회정의냐'다"라며 부적절한 해결 방법이라고 비판했다.
데일리안 여론조사 결과, 손혜원 의원의 부동산 매입이 '투기'라는 응답(47.6%)이 '투기가 아니다'라는 응답(39.8%)을 오차범위 밖에서 앞섰고, '잘 모르겠다'는 응답은 12.5%로 집계되었다. 또한 의원직을 사퇴해야 한다는 응답이 53.3%, 사퇴에 반대한다는 응답은 33.2%로 조사되었다.
국민 여론과는 반대로, 목포시민들의 반응은 대체로 손 의원의 부동산 매입에 대해 긍정적인 것으로 조사되었다. 에스티아이에서 목포시민들을 대상으로 한 여론조사 결과, '목포 구도심 재생 노력'이라고 대답한 응답자가 57.3%, '시세차익을 노린 부동산 투기'라고 대답한 응답자가 36.6%로 나타났다. 또한 "손 의원의 계획이 목포에 도움이 될 것이라고 보느냐"는 질문에는 '그렇다'는 응답이 63.0%, '아니다'라는 응답이 28.6%였다. 또한 49.5%는 '위법 사항 없다면 문제 될 것 없다'고 답했고, 44.2%는 '국회의원으로서 부적절한 행동'이라고 대답했다.
한편 손 의원의 동생은 "누나가 내 아들 미래를 위해서 증여했다고 하는데 정작 아들은 '한 번 보지도 못한 건물 때문에 22살에 부동산 투기꾼이 되어버렸다'며 억울해하고 있다"고 했다. 손씨는 "누나가 창성장 장사가 잘된다고 하던데 우리 가족은 수익금 한 푼 받은 일이 없다"며 "이게 차명이지 어떻게 증여냐"고 했다.
2019년 6월 18일, 서울남부지검은 손혜원 의원을 부패방지권익위법 및 부동산실명법 위반 혐의로 불구속 기소했다고 밝혔다. 검찰은 손 의원이 차명으로 투자했고, 이 과정에서 업무상 비밀을 이용했다고 판단했다.

### 부친의 독립운동가 선정 과정 의혹
손 의원의 부친인 손용우(1997년 사망)가 문재인 정부 임기 중인 2018년 광복절에 건국훈장 애족장을 받은 것을 두고 자유한국당이 선정 과정에 대한 의혹을 제기했다. 이양수 한국당 대변인은 "과거 여러 번 신청했다가 모두 탈락했지만, 손혜원 의원이 여당 국회의원 신분이었던 2018년 신청에서 부친에 대한 건국훈장 수여가 손쉽게 결정됐다"며 "권력형 특혜가 아니면 설명이 어렵다"고 주장했다. 손 의원의 부친은 1940년 일본이 패전할 것이라 선전하고, 조선일보 및 동아일보 폐간의 부당성을 성토하다가 체포돼 징역 1년 6개월을 받았다고 한다. 한국당이 국가보훈처로부터 제출받은 자료에 따르면, 손용우 씨는 1982년, 1985년, 1989년, 1991년, 2004년, 2007년에 총 6번 보훈신청을 했으나, '입증 자료 미비' 혹은 '광복 이후의 행적' 등의 사유로 인해 심사에서 탈락했다. JTBC의 보도에 의하면, 실제로 손 의원은 2018년 2~3월에 의원실에서 피우진 국가보훈처장과 부친 건에 대해 공모한 것으로 확인됐다. 같은 해 4월 국가보훈처는 심사 기준을 포상 대상을 확대하는 쪽으로 완화했다.
또한 손혜원 의원의 아버지 손용우는 과거 공작선을 타고 월북해 북한으로부터 밀명을 받은 경력이 있으며, 부친의 친척들 역시 좌익 활동을 하다 월북한 것으로 드러났다. 1986년 손 의원 부친이 독립유공자 신청을 했을 당시의 공적 조서를 살펴보면, 손씨가 '괴뢰정보처 대남공작선을 타고 월북해 밀명을 받았다'고 적혀 있었다.

### 국립박물관 인사 압력 및 공예품 강매 의혹
연합뉴스에서 손 의원이 국립중앙박물관에 특정 학예연구사의 인사 교류를 지속해서 압박하였고, 그에 대한 박물관 자체의 징계성 인사가 부당하다고 주장했다는 의혹을 제기했다. 박물관 관계자들은 "2017년부터 우리 박물관에 국립민속박물관에서 보존처리를 담당하는 학예연구사 A씨를 받으라고 여러 차례 이야기했다"며 "지난해 국정감사에서도 A씨 인사 문제를 거론했다"고 말했다. 또한 "A씨가 중앙박물관에 오려면 인사교류 형태가 돼야 하는데, 민속박물관으로 갈 사람이 마땅히 없었다"고 설명했다.
또한 2018년 10월 11일 국정감사 회의록을 보면, 손 의원은 국립중앙박물관, 국립민속박물관 등 문체부 소속 국립박물관에 대한 국감에서 "국내 나전칠기가 홀대받는다"며 A씨를 언급한 기록이 있다. 이처럼 국정감사 자리에서 특정인의 이름과 전시회를 언급하며 칭찬하는 행동은 피감기관 입장에서 압박이 될 수밖에 없으며, 국회의원의 이해충돌 금지 원칙에도 어긋난다는 지적이 문화재계에서 나온다.
인사 압력뿐만 아니라 공예품 구매 압박 의혹도 있다. 국립중앙박물관 관계자는 "할 수 없이 손 의원과 관계있는 나전칠기 몇 점을 사들이려고 한 적도 있다"라면서 "검토 결과, 가격도 맞지 않고 박물관 컬렉션 성격과도 맞지 않아 고고미술품을 현대적으로 계승했다고 볼 만한 공예품 4점을 작년에 구매하는 선에서 타협했다"고 설명했다.
손 의원의 인사 요구에 대해 박물관 내부에서는 반발하였다. 한 박물관 간부는 "A씨를 채용하라고 작년 내내 지속적인 압력을 가해왔다"면서 "본인은 좋은 사람이라 생각해 추천했는지 모르지만 피감기관인 박물관에서는 엄청난 압력이었다"라고 연합뉴스와의 통화에서 밝혔다. 다른 관계자는 "국회의원이, 더구나 박물관을 감독하는 국회 상임위, 그것도 여당 소속 간사가 이야기한 것을 누가 무시할 수 있겠느냐"라고 설명했다.
국립중앙박물관은 인사 압력 의혹에 대해서는 "손 의원은 나전칠기 연구 복원에 대한 사업을 이야기하던 중 A씨 전문성을 활용하면 좋겠다고 추천했으며 작년 12월말 정기인사교류시 해당자를 검토했으나 교류 분야가 맞지 않아 선발하지 않았다", 공예품 구매 종용 의혹에 대해서는 "우리 관은 자체적으로 근현대품 수집을 위해 구입 실무자가 작년에 전통기법을 계승한 10여명의 작가 작품을 조사한 바 있으며, 가격의 적절성, 기존 전시품과의 연계성을 검토하여 최종적으로 금속공예품 4점을 구입했다"고 해명했다. 이 중 인사 압력 의혹에 대한 해명을 두고 연합뉴스는 손 의원이 1시간 동안 A씨가 중앙박물관에서 일하도록 해야 한다고 이야기했던 사실과 2018년 10월 국정감사에서도 인사 문제를 거론한 사실을 언급하며, '사실상 압력을 넣었던 것'이라고 지적했다.

## 학력
- 서울재동국민학교(졸업)
- 숙명여자중학교(졸업)
- 숙명여자고등학교(1973년 졸업)
- 홍익대학교 응용미술학 학사
- 홍익대학교 대학원 시각디자인학 석사

## 경력
- 1981 현대양행 기획실 디자이너
- 1984~1986 디자인포커스
- 1986. 11.~2016. 5. 크로스포인트인터내셔널 대표
- 1990 크로스포인트 인수
- 서울디자인센터 이사
- 2005. 3.~2008. 2. 홍익대학교 산업미술대학원 교수
- 크로스포인트 뉴욕지사 설립
- 통영시 지속가능발전교육재단(통영RCE) 이사
- 2014~ 재단법인 크로스포인트문화재단 이사
- 2014. 11.~ 한국나전칠기박물관장
- 2014. 10.~2017. 1. 새정치민주연합→더불어민주당 홍보위원장
- 2016년 4월 13일: 대한민국 제20대 국회의원 선거 당선(서울 마포구 을, 더불어민주당, 초선)
- 2016. 5.~2020. 5. 제20대 국회의원(서울 마포구 을, 더불어민주당, 초선)
  - 2016. 6.~2018. 5. 대한민국 제20대 국회 전반기 교육문화체육관광위원회 위원
  - 2016. 11.~ 2017. 1. 대한민국 제20대 국회 박근혜 정부의 최순실 등 민간인에 의한 국정농단 의혹 사건 진상규명을 위한 국정조사 특별위원회 위원
  - 2018. 7.~ 2019. 1. 대한민국 제20대 국회 후반기 문화체육관광위원회 간사
  - 2019. 1.~ 2019. 2. 대한민국 제20대 국회 후반기 문화체육관광위원회 위원
  - 2019. 2.~ 2019. 10. 대한민국 제20대 국회 후반기 보건복지위원회 위원
  - 2019. 10.~ 2020. 5. 대한민국 제20대 국회 후반기 농림축산식품해양수산위원회 위원
- 2016. 5.~ 2019. 1. 더불어민주당 서울특별시당 마포구 을 지역위원회 위원장
- 2017. 4.~ 2017. 5. 제19대 대통령 선거 더불어민주당 문재인 대통령 후보 국민주권선거대책위원회 홍보본부 부본부장
- 열린민주당 최고위원
- 열린민주당 중앙당 후원회장
- 열린민주당 선거관리위원회 위원장
- 서울길캠프 홍보본부장
- 김영희C센터 고문
- 소나무당 비상대책위원장
- 크로스포인트 인터내셔널 고문

## 전과
2002년 5월 10일 건축법위반 혐의로 벌금 100만원을 선고받았다.

## 상훈
- 2003년 홍콩디자인협회 아시아 디자인상

## 역대 선거 결과
| 실시년도 | 선거   | 대수 | 직책     | 선거구         | 정당         | 득표수   | 득표율          | 순위 | 당락 | 비고 |
| -------- | ------ | ---- | -------- | -------------- | ------------ | -------- | --------------- | ---- | ---- | ---- |
| 2016년   | 총선   | 20대 | 국회의원 | 서울 마포구 을 | 더불어민주당 | 49,455표 | \| \| 42.29% \| | 1위  |      | 초선 |
|          | 42.29% |      |          |                |              |          |                 |      |      |      |

## 가족 관계
- 아버지: 손용우(1923년 1월 19일~1999년 2월 23일)
- 배우자: 정건해
- 남동생: 손현(1957년~2020년 12월)

## 같이 보기
- 주진형
- 마포구 을
- 서울 마포구의 국회의원

### 내용주
1. ↑  이익충돌이란 공직자의 사적인 이익과 공익을 지켜야 하는 책무가 서로 상충되는 상황을 의미하며, 이익충돌 금지 원칙이란 이익충돌 시 사익을 우선해서는 안 된다는 것을 의미한다.
2. ↑  남편이 이사장인 크로스포인트 재단 명의 건물 8채, 조카와 보좌관 딸 등의 건물 등
3. ↑  건물 17채는 측근 명의, 땅 3곳은 손 의원 남편이 이사장인 크로스포인트 재단 명의
4. ↑  창성장의 공동 명의자 3명 중 1명인 손 모 씨의 아버지다.
5. ↑  건국훈장은 대한민국장(1등급), 대통령장(2등급), 독립장(3등급), 애국장(4등급), 애족장(5등급)으로 구분된다.
6. ↑  최종 구입한 금속공예품, 나전칠기 등.

### 참조주
1. ↑  이용필 (2017년 7월 24일). “손혜원 의원 "전병욱 목사, 하나님이 반드시 단죄"”. 《뉴스앤조이》. 2017년 9월 28일에 원본 문서에서 보존된 문서. 2019년 11월 24일에 확인함.
2. ↑  음력 1월 23일 ※링크
3. ↑  장진복. 새정치연 ‘셀프 디스’ 만든 손혜원 홍보위원장. 서울신문. 2015년 7월 31일.
4. ↑  김소연. ‘나전칠기’ 전시회 연 손혜원 크로스포인트 사장. 매경이코노미. 2009년 8월 26일
5. ↑  이한나. “나전칠기 모아 박물관 차렸죠”. 매일경제. 2014년 10월 31일.
6. ↑  류지복·김동현. 野 손혜원 첫 작품은 '셀프디스'…한국판 '땡스, 오바마'. 연합뉴스. 2015년 7월 23일.
7. ↑  손봉석. 손혜원 “새정치민주연합, 마케팅 비용 많이 들어가는 이름. 경향신문. 2015년 7월 28일.
8. ↑  심원섭. (정치 라이프 ⑳ 새정치연합 손혜원 홍보위원장)“당명뿐 아니라 당 모든걸 바꿔야죠”. CNB저널. 2015년 8월 20일.
9. ↑  더민주, 정청래 등 현역 의원 5명 공천 탈락. 유상욱. 2016년 3월 10일.
10. ↑  김다솜. 손혜원 "마포을 정청래를 부탁해". 오마이뉴스. 기사입력 2016년 4월 14일. 최종수정 2016년 4월 15일.
11. ↑  “손혜원 당내 평판, "컨트롤 되는 사람이 아니다"”. 조선일보. 2019년 1월 20일.
12. ↑  “민주당 손혜원, 노무현 전 대통령 서거 관련 "계산한 거지"”. 경향신문. 2017년 3월 12일.
13. ↑  “손혜원·송영길, 위안부 할머니 빈소에서 웃으며 ‘엄지척’ 찰칵”. 한겨레. 2017년 7월 25일.
14. ↑  “'선동열 질의' 역풍 맞은 손혜원 "왜곡"”. 조선일보. 2018년 10월 11일.
15. ↑  “선동열 공격했다 되레 누리꾼에 뭇매 맞은 손혜원”. 한겨레. 2018년 10월 11일.
16. ↑  “[끝까지 판다①] 문화재청이 홍보까지…손혜원 조카의 수상한 건물”. SBS. 2019년 1월 15일.
17. ↑  “[끝까지 판다③] 매입 후 '4배 뛴 건물값'…리모델링은 나랏돈으로”. SBS. 2019년 1월 15일.
18. ↑  “[끝까지 판다①] 손혜원 동생 "건물 매입, 우리 뜻 아냐"…차명재산 의혹”. SBS. 2019년 1월 16일.
19. ↑  “[끝까지 판다③] "문화재 지정되면 건물값 안 올라"…손혜원 주장 살펴보니”. SBS. 2019년 1월 16일.
20. ↑  “[끝까지 판다⑥] 손혜원, 의원으로서 '이익 충돌 금지' 원칙 지켰나?”. SBS. 2019년 1월 17일.
21. ↑  “[끝까지 판다①] 나흘 만에 9곳에서 22곳…목포의 '손혜원 거리'인가”. SBS. 2019년 1월 18일.
22. 1 2  “손혜원 “믿어준 당에 감사, 나는 목숨 걸었는데 SBS도 뭘 내놔야””. YTN. 2019년 1월 17일.
23. ↑  “[일문일답] 손혜원 "의혹 중 하나라도 사실로 밝혀지면 의원직 사퇴"”. 연합뉴스. 2019년 1월 20일.
24. ↑  “박지원과 전쟁 선포한 손혜원의 '논개작전'”. 조선일보. 2019년 1월 20일.
25. ↑  “박지원 "손혜원 억울한 점 있어... 나는 빠진다"”. 오마이뉴스. 2019년 1월 24일.
26. ↑  “與, 손혜원 해명 수용 결정했지만…역풍 초래하나”. 뉴시스. 2019년 1월 17일.
27. ↑  “금태섭 “손혜원, 이해충돌의 전형적 사례””. 한겨레. 2019년 1월 21일.
28. ↑  “[데일리안 여론조사] 국민들 "손혜원 목포땅 매입은 투기…국회의원 사퇴해야"”. 데일리안. 2019년 1월 23일.
29. ↑  “손혜원 향한 목포 민심...10명중 6명 “목포에 도움"”. 조선일보. 2019년 1월 25일.
30. ↑  “손혜원 동생 "내 아들 위해 건물 매입? 누나가 거짓말"”. 조선일보. 2019년 1월 25일.
31. ↑  “"손혜원, 보안자료 빼돌려 지인 등에 14억 목포부동산 매입하게 해"… 검찰, 의혹 5개월만에 불구속 기소”. 조선일보. 2019년 6월 18일.
32. ↑  “손혜원 부친, 독립유공자 심사 6번탈락뒤 文정부서 됐다”. 중앙일보. 2019년 1월 18일.
33. ↑  “손혜원, 부친 '유공자 선정' 앞서 피우진 보훈처장과 면담”. JTBC. 2019년 1월 21일.
34. ↑  “"손혜원부친, 공작선 타고 월북해 밀명받아"”. 조선일보. 2019년 5월 9일.
35. 1 2  “손혜원 의원, 국립박물관 인사 압력 의혹도 제기돼”. 연합뉴스. 2019년 1월 18일.
36. ↑  “[단독]국감장에서 '나전칠기'만 발언한 손혜원 의원…오해부를 특정 인물 거론”. 경향신문. 2019년 1월 20일.
37. 1 2  “손혜원 "부당압력 없었다"에 박물관선 "엄청난 압박"”. 연합뉴스. 2019년 1월 20일.
38. ↑  “국립중앙박물관, 손혜원 의원 인사 압력 사실상 시인(종합)”. 연합뉴스. 2019년 1월 22일.
39. ↑  이옥남·김도연 (2016년 4월). 4·13 총선국회의원 당선자 전과현황 (보고서). 바른사회시민회의. 2018년 2월 28일에 원본 문서에서 보존된 문서. 2018년 2월 28일에 확인함.